# Smolt

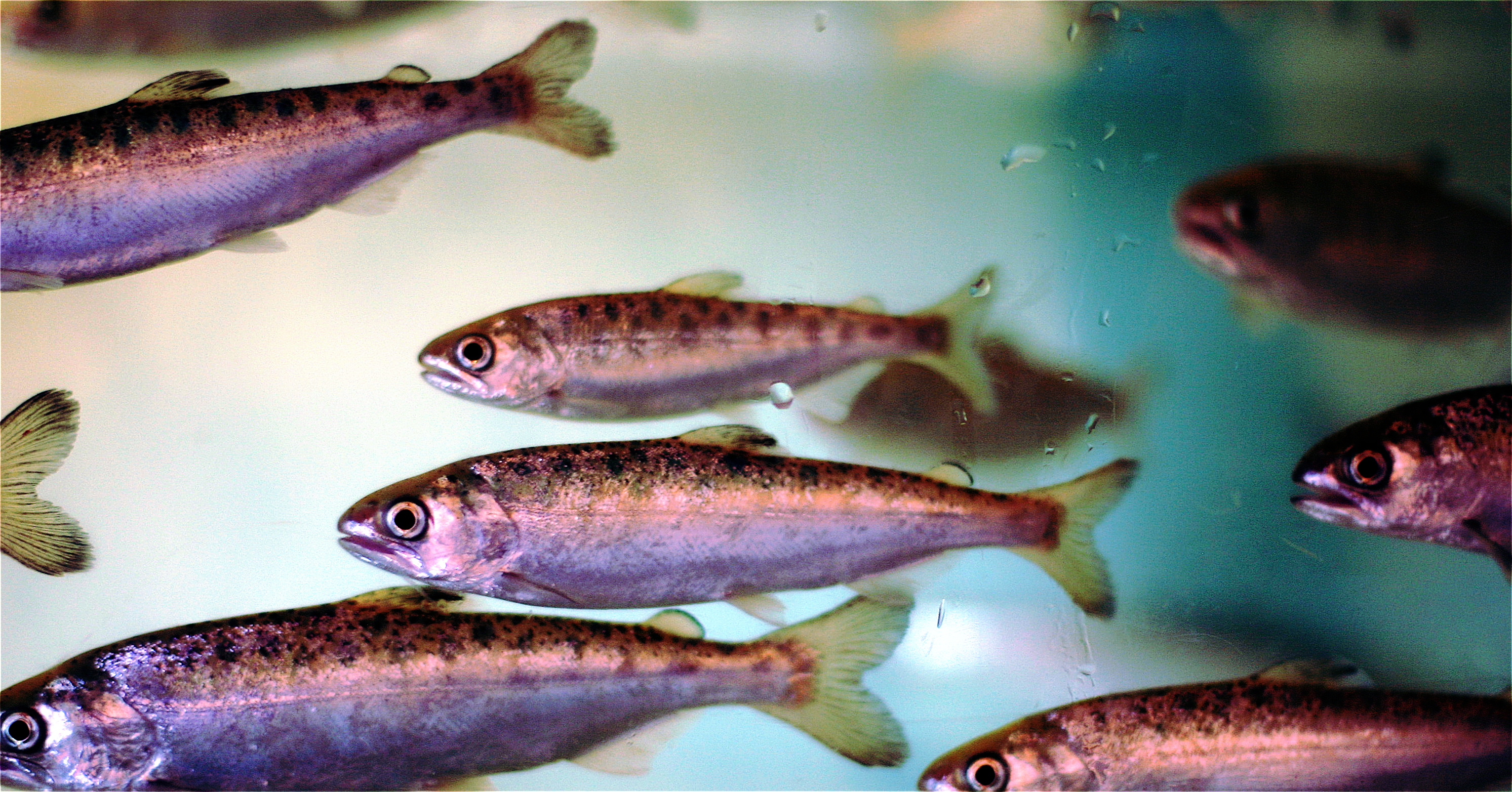
Młode kiżucze (Oncorhynchus kisutch) w stadium smolt

Smolt – stadium rozwojowe łososia szlachetnego (Salmo salar), który  po przejściu stadium parr rozpoczyna wędrówkę do morza. Smolty zmieniają ubarwienie ciała na srebrzyste, zanikają im charakterystyczne dla stadium parr ciemne plamy i zmieniają się preferencje pokarmowe – smolty żywią się rybami. Organizm ryby przystosowuje się do życia w wodzie słonej.
Czasami termin smolt używany jest w odniesieniu do innych ryb łososiowatych.